# Uleiellaceae
Uleiellaceae är en familj av svampar. Uleiellaceae ingår i ordningen Ustilaginales, klassen Ustilaginomycetes, divisionen basidiesvampar och riket svampar.
|              | Melanotaeniaceae           |
|              |                            |
|              | Geminaginaceae             |
|              |                            |
|              | Clintamraceae              |
|              |                            |
|              | Cintractiellaceae          |
|              |                            |
|              | Anthracoideaceae           |
|              |                            |
| Uleiellaceae | \| \| Uleiella \| \| \| \| |
|              | \| \| Uleiella \| \| \| \| |
|              | Ustilaginaceae             |
|              |                            |
|              | Websdaneaceae              |
|              |                            |
|              | Endothlaspis               |
|              |                            |
|              | Uleiella                   |
|              |                            |

|  | Uleiella |
|  |          |